# Arytrura musculus
Arytrura musculus is een vlinder uit de familie van de spinneruilen (Erebidae). De wetenschappelijke naam van de soort is voor het eerst geldig gepubliceerd in 1859 door Ménétries.
Deze nachtvlinder komt voor in Europa.